# Rheinhessisches Tafel- und Hügelland
Als Rheinhessisches Tafel- und Hügelland wird das größtenteils in Rheinhessen und ganz in Rheinland-Pfalz gelegene Hügelland zwischen der Rheinebene von Worms über Mainz bis Bingen am Rhein (Südosten bis Norden) und dem Nordpfälzer Bergland im Westen bezeichnet. Eine geläufigere Bezeichnung der Landschaft ist Alzeyer Hügelland, die jedoch seit 1964 parallel auch für eine kleinere Teillandschaft, das Alzeyer Hügelland im engeren Sinne unmittelbar um Alzey und südlich der Stadt, verwendet wird. 
Es handelt sich um eine tertiäre, erst in sehr junger Zeit vom übrigen Mainzer Becken angehobene Schichtstufenlandschaft, in der der Plateaucharakter gegenüber typischen Hügellandschaften überwiegt. Die Höhenlagen erreichen in der Regel 250 m bis 320 m, an Nahtstellen zu den höheren Nachbarlandschaften auch bis zu gut 360 m ü. NHN. Sie überragen die teils breiten Täler um 100 bis 200 Meter.

## Lage
Das Rheinhessische Tafel- und Hügelland nimmt große Teile der Landkreise Alzey-Worms und Mainz-Bingen ein. Hinzu kommen flächenmäßig nicht geringe, aber dünner besiedelte Randanteile der kreisfreien Städte Mainz und Worms. Im Nordwesten reichen Ausläufer der Landschaft bis ins Kernstadtgebiet der rheinischen Stadt Bad Kreuznach im gleichnamigen Landkreis, im Westen bis Süden werden die Kernstädte der pfälzischen Ortschaften Kirchheimbolanden, Eisenberg (beide Donnersbergkreis) und Grünstadt (Landkreis Bad Dürkheim) erreicht. Zentraler Ort ist Alzey, das auch Namensgeber sowohl für die Gesamtlandschaft als auch für das Alzeyer Hügelland im engeren Sinne in Zentrum und Südwesten ist. 
Zentrales Fließgewässer ist die die Landschaft von Süden nach Norden zerschneidende Selz. Im äußersten Süden fließen Eisbach und Pfrimm parallel nach Osten gerichtet dem Rhein bei Worms entgegen, im äußersten Westen fließen Appelbach und Wiesbach nach Nordwesten parallel zur Nahe unterhalb Kreuznachs.

## Grenzen
Im Nordwesten bildet die Niederung der Nahe unterhalb Bad Kreuznachs eine natürliche Landschaftsgrenze, in Norden und Osten tun dies die Ebenen des Rheins stromaufwärts von Bingen am Rhein über Mainz bis Worms und im Süden die Niederung des Eckbachs bachaufwärts bis Grünstadt. 
Im äußersten Südwesten, bei Eisenberg, begrenzt eine klare Höhenstufe zum Pfälzerwald die Landschaft; zwischen Kirchheimbolanden und Bad Kreuznach tut dies eine ähnliche Höhenstufe zum Nordpfälzer Bergland. Lediglich an der Nahtstelle der beiden Bergländer, zwischen Göllheim (SSO) und Bolanden (NNW), kehrt sich das Höhenverhältnis um:

Das Alzeyer Hügelland verriegelt hier von Osten die flachwellige Kaiserstraßensenke mit der von Südwesten kommenden Pfrimm, die als südöstliche Randsenke des Nordpfälzer Berglandes das Gebiet um den Donnersberg vom Stumpfwald im äußersten Norden des Pfälzerwaldes trennt.

## Naturräumliche Gliederung
Im Handbuch der naturräumlichen Gliederung Deutschlands wurde das Rheinhessische Tafel- und Hügelland unter dem Namen Alzeyer Hügelland zu einer von vielen naturräumlichen Haupteinheiten des Oberrheintieflandes erklärt und mit der dreistelligen Kennziffer 227 versehen. Im verfeinernden Blatt 150 Mainz wurde die Landschaft umbenannt und mit dem Namen Alzeyer Hügelland nur eine Teillandschaft belegt, jedoch ist bis heute auf Karten oft die Gesamt-Hügellandschaft unter dem alten Namen deklariert.
Die Landschaft gliedert sich wie folgt (in Klammern Lagehinweise sowie Flächenangaben)
- (zu 22 Nördliches Oberrheintiefland)
  - 227 Rheinhessisches Tafel- und Hügelland[3] bzw. Alzeyer Hügelland[2] im engeren Sinne
    - 227.0 Wöllsteiner Hügelland (Unterlauf des Appelbachs ab Wöllstein, Mittel- und Unterlauf des Wiesbachs ab Wendelsheim;143,27 km²)
    - 227.1 Nördliches Tafelland (276,50 km²) – durch 227.20 zweigeteilt
      - 227.10 Rheinhessische Randstufe (Südwesthang von 227.11; 54,37 km²)
      - 227.11 Westplateau (von Wörrstadt im SO bis Appenheim im NW; 92,98 km²)
      - 227.12 Wackernheimer Randstufe (Nordhang von 227.130 bei Wackernheim; 5,52 km²)
      - 227.13 Ostplateau und Bretzenheimer Höhe (115,94 km²)
        - 227.130 Ostplateau (westlich von 227.131 und dieses von S umschließend; 69,02 km²)
        - 227.131 Bretzenheimer Höhe (unmittelbar südwestlich der Kernstadt von Mainz; 46,91 km²)

      - 227.14 Laubenheimer Berg (Osthang von 227.13; 7,71 km²)

    - 227.2 Selztal (169,82 km²)
      - 227.20 Unteres Selztal (Mündungslauf, 227.11 und 227.130 separierend; 56,08 km²)
      - 227.21 Mittleres Selzbecken (von Gau-Odernheim bis Nieder-Olm; 113,73 km²)

    - 227.3 Östliche Randhöhen (131,67 km²)
      - 227.30 Gaustraßenhöhe (N–S-gerichtet mit Uelversheim im Zentrum; 109,45 km²)
      - 227.31 Nierstein-Guntersblumer Hang[6][7] (Osthang von 227.30; 22,22 km²)

    - 227.4 Alzeyer Hügelland im engeren Sinne (262,62 km²)
      - 227.40 Alzey-Ilbesheimer Höhen (155,54 km²)
        - 227.400 Inneres Alzeyer Hügelland (um Alzey; 87,81 km²)
        - 227.401 Ilbesheimer Lössschwelle (südlich von 227.400; 67,73 km²)

      - 227.41 Bolander Randhöhen (Übergang von 227.40 nach Westen zum Nordpfälzer Bergland mit Kirchheimbolanden im Zentrum; 44,58 km²)
      - 227.42 Göllheimer Hügelland (zwischen Grünstadt im SO und Göllheim im W; 62,50 km²)

    - 227.5 Pfrimmgebiet (229,03 km²)
      - 227.50 Mittleres Pfrimmtal (von nördlich Göllheims bis oberhalb Marnheims, 227.40/41 im N und 227.42 im S separierend; 27,71 km²)
      - 227.51 Unteres Pfrimmhügelland (flachwelliger Südosten des Hügellandes mit Pfeddersheim im Zentrum; 201,31 km²)

    - 227.6 Eisenberger Becken (vom Pfälzerwald halb umrahmtes, südwestliches Randbecken bei Eisenberg; 33,38 km²)

## Landschaftsbild und Geologie
Das Rheinhessische Tafel- und Hügelland gliedert sich grob in das zur Nahe entwässernde Wöllsteiner Hügelland im Nordwesten, die Plateaulandschaften beiderseits der mittleren und oberen Selz mit steilen Hängen zum Rhein in Norden und Osten sowie das ebenfalls plateauartige, durch Bäche zerschnittene Alzeyer Hügelland im Südwesten. Hinzu kommen das flachwellige Oberpfrimmhügelland im Südosten und das kleine Eisenberger Becken im äußersten Südwesten.
Sieht man von den (für den Naturraum) singulären Höhenlagen an den Nahtstellen zu Pfälzerwald und Nordpfälzer Bergland ab, werden in den Höhenzügen des Alzeyer Hügellandes 280 m bis knapp 320 m erreicht und an den Höhenzügen im Norden bis Osten knapp 200 m bis über 270 m. 

### Wöllsteiner Hügelland

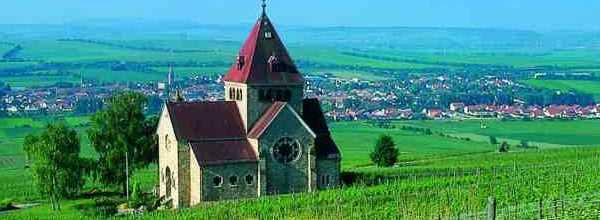
Blick vom Westplateau auf die Kreuzkapelle mit Gau-Bickelheim und dem Wöllsteiner Hügelland im Hintergrund

Das den Nordwesten der Gesamtlandschaft einnehmende, nach dem halbwegs zentralen Ort Wöllstein benannte Wöllsteiner Hügelland (227.0) an den Mündungsläufen von Appelbach und Wiesbach ist eine vergleichsweise in sich geschlossene Beckenlandschaft mit etwas bewegterem Relief. Es ist von einigen inneren Erhebungen bis knapp 230 m durchsetzt. Nach Nordwesten wird es durch das Tal der Nahe mit Bad Kreuznach im äußersten Westen begrenzt, nach Nordosten durch die das Westplateau abdachende Rheinhessische Randstufe und nach Südosten durch das Alzeyer Hügelland; nach Südwesten stößt es ans Nordpfälzer Bergland.
Bis zu Blatt Mainz im Jahr 1964 war das Wöllsteiner Hügelland noch mit den jetzigen Einheiten Untere Naheebene (229) sowie, links der Nahe, Unteres Nahehügelland (228) zur alten Haupteinheit 228 Unteres Naheland zusammengefasst worden.

### Nördliches Tafelland, Selztal und Gaustraßenhöhe

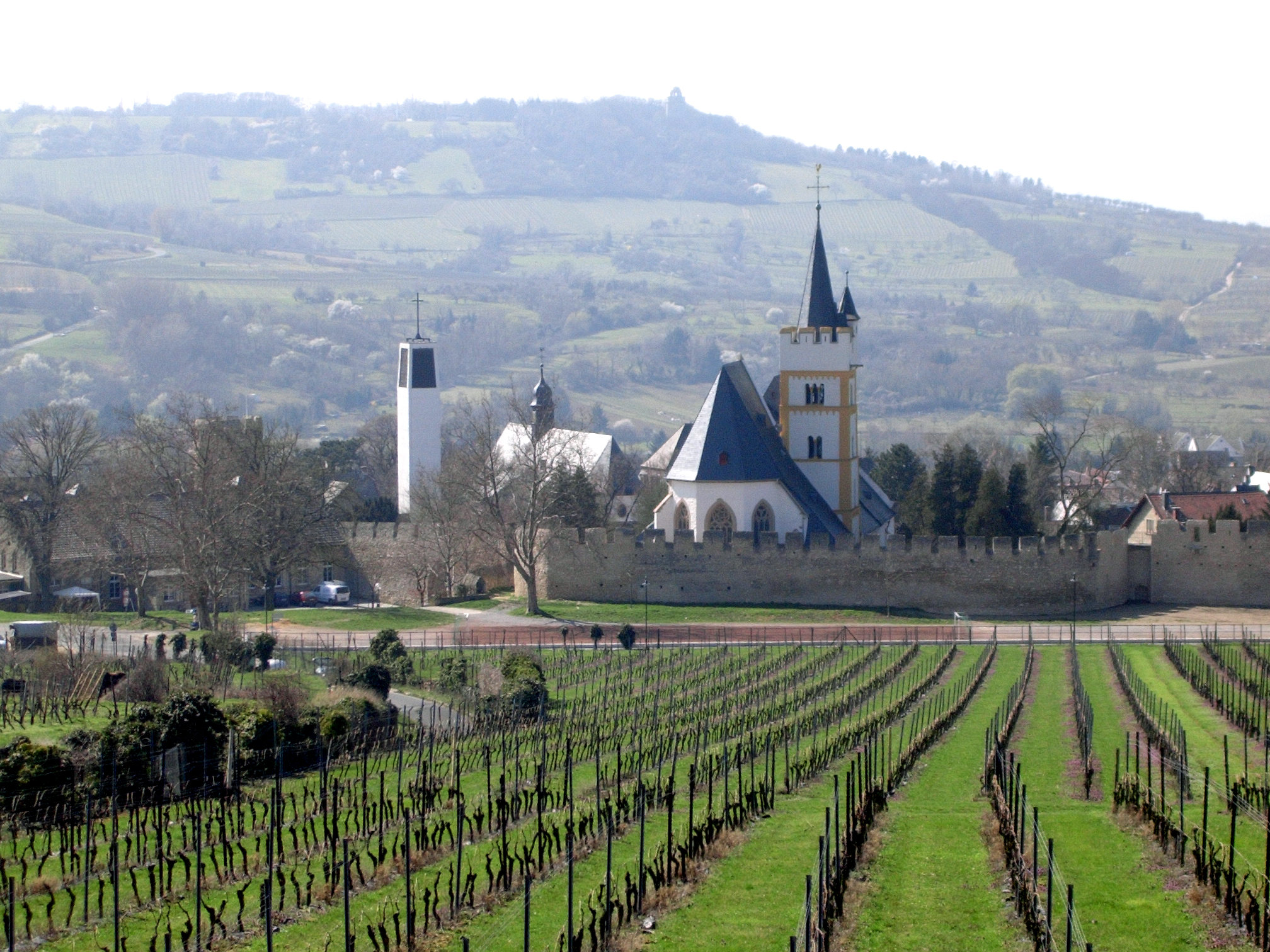
Blick vom Ostplateau auf das Westplateau mit dem Westerberg

Das verschlungene Selztal (227.2) der Selz zwischen Gau-Odernheim im Süden und Ingelheim am Rhein im Norden trennt auf scharfe Weise das Westplateau von den östlichen Höhenzügen. Insgesamt sind die höheren Lagen in vier Höhenzüge gekammert, denen ein markanter Steilhang zur Rheinseite gemein ist (eingerückt mit voranstehendem ↓ je die Trennflüsse bzw. die Scharten):
- das Westplateau (227.11) im Nordwesten mit dem Jakobsberg und dem Westerberg (bis 273,8 m)
  - ↓ Selz (zwischen Nieder-Olm und der Mündung 110–80 m)
- das Ostplateau (227.130) im Norden mit dem Mainzer Berg (bis um 260 m)
  - ↓ Scharte bei Mommenheim (ca. 145 m)
- der Schwabsburg–Nackenheimer Höhenzug (Norden von 227.130) im Nordosten (bis 194,6 m)
  - ↓ Scharte südöstlich von Dexheim (ca. 157 m)
- die Gaustraßenhöhe (227.30 ohne Norden) im Osten (bis 245,6 m)
  - ↓ Scharte nordöstlich von Monzernheim (ca. 218 m) zum Kloppbergplateau des Alzeyer Hügellandes

Vom Westplateau wird durch eine Senke (Scharte liegt bei etwa 185 m in Wörrstadt), der der Saulheimer Bach nach Nordosten folgt, ein Südostteil angetrennt, der maximal 262,2 m erreicht.
An der als klare Höhenstufe ausgeprägten Ostseite des Alzeyer Hügellandes verläuft eine vermutete Störung, die weiter nordöstlich den Hauptrücken der Gaustraßenhöhe flankiert und in der Einsenkung bei Nierstein ausläuft. Der oben als Schwabsburg–Nackenheimer Höhenzug bezeichnete, westlich der Störungslinie liegende Höhenzug, dessen Kerngrat sich von Schwabsburg nach Nackenheim nordostwärts richtet, wurde auf den Blättern 150 Mainz und 151 Darmstadt der Gaustraßenhöhe zugerechnet, jedoch ist sein Osthang zum Rhein gegenüber dem der eigentlichen Gaustraßenhöhe nach Nordwesten versetzt. An den Ost- und Nordhängen tritt hier – und nirgendwo sonst außer in unmittelbarer Nähe zum Nordpfälzer Bergland – Rotliegend zutage. Ein weiterer Grund, ihn nicht der namentlichen Gaustraßenhöhe zuzurechnen, wäre der, dass der nördliche Teil der Gaustraße nicht über ihn, sondern westlich an ihm vorbeiführt.
Während an West- und Ostplateau Höhen von deutlich über 250 m erreicht werden, bleibt der Schwabsburg–Nackenheimer Höhenzug überall unter 200 m, an der Gaustraßenhöhe werden wieder um 230 m erreicht − am singulären Petersberg im äußersten Westen sogar knapp 250 m.

### Alzeyer Hügelland

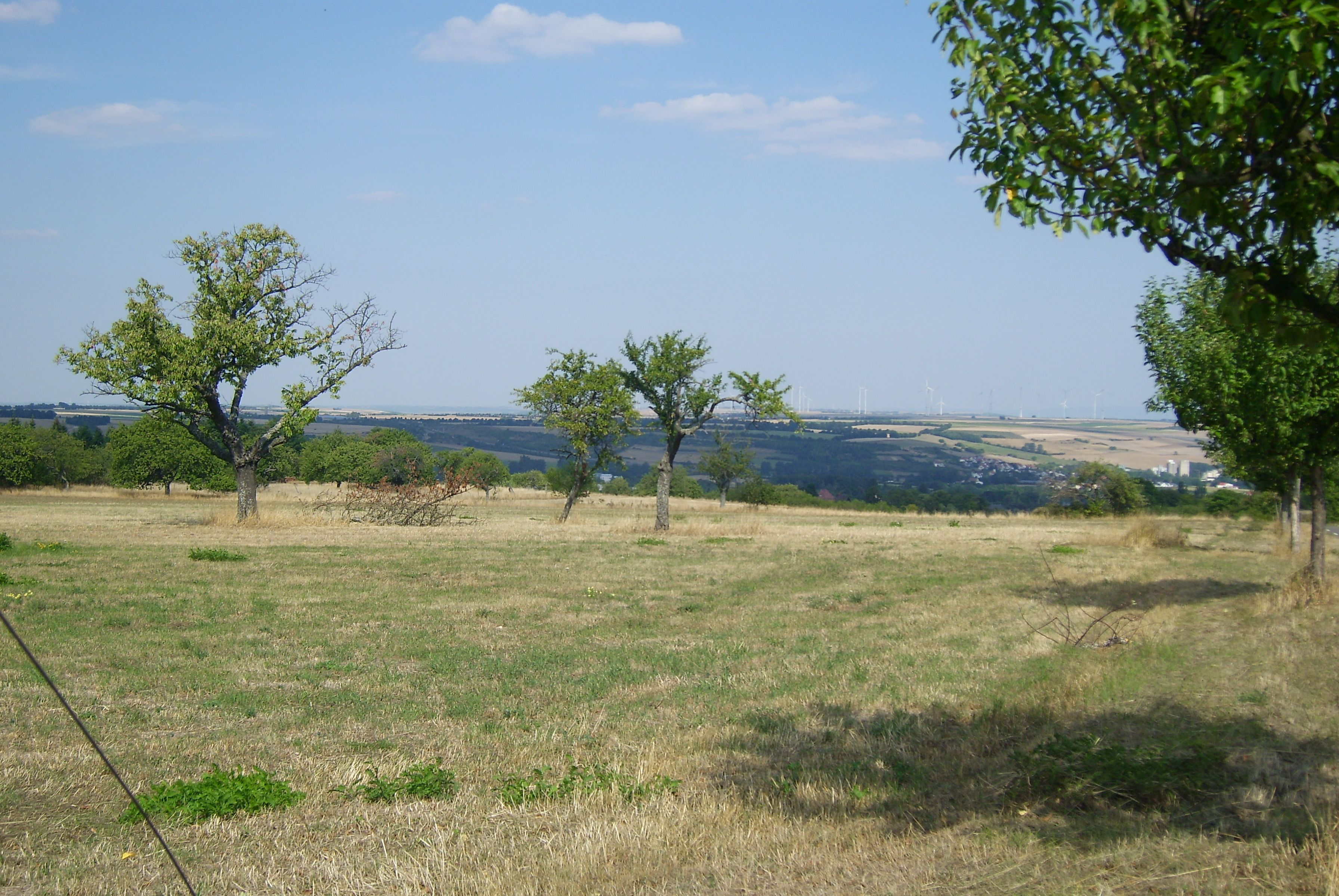
Blick vom Osthang (etwa) des hohen Kuhkopfes unmittelbar westlich Kirchheimbolandens auf das Ilbesheimer Plateau (bis)

Das Alzeyer Hügelland im engeren Sinne (227.4) in Zentrum und Südwesten der Gesamtlandschaft wird durch Bäche und Senken in insgesamt fünf recht unterschiedlich große Plateaus geteilt, von denen das etwa die Hälfte der Fläche einnehmende Kernplateau um die Stadt Alzey nach Nordwesten ohne merkliche Höhenunterschiede ins Nordpfälzer Bergland übergeht. Spürbare Höhenstufen finden sich jedoch sowohl an der östlichen Nahtstelle zum flachwelligen Oberpfrimmhügelland als auch an der Westflanke der südlicheren Höhenzüge zur ebenfalls flachen Kaiserstraßensenke.
Folgendermaßen gliedert sich das Alzeyer Hügelland, von Norden bis Süden, in Plateaus und Senken (eingerückt mit voranstehendem ↓ je die Trennflüsse bzw. die Scharten): 
- das Kloppbergplateau (Osten von 227.400) im Nordosten (bis 293,6 m)
  - ↓ Scharte an der A 61 (knapp 220 m), nach Osten durch Altbach und Seebach verlängert, nach Nordwesten durch den Weidasser Bach
- das Ilbesheimer Plateau (227.401 ohne äußersten Südwesten, Westen von 227.400) in Osten, Zentrum und Nordwesten (bis 317,2 m)
  - ↓ Leiselsbach (zwischen der Mündung des Gutleutbachs bei Bischheim und der Mündung in die Pfrimm 218–160 m)
- das sehr kleine Hungerbergplateau (äußerster Südwesten von 227.401) im Westen (bis 303,1 m)
  - ↓ Pfrimm, Mittleres Pfrimmtal (227.50; von der Lohmühle unterhalb Dreisens bis unterhalb Wachenheims 202–141 m)
- das Göllheimer Hügelland (227.42 ohne äußersten Südosten) im äußersten Süden (bis 317,1 m)
  - ↓ Eisbach, Eisenbahntrasse (157–141 m)
- der Grünstadter Berg (bis 336,7 m) nebst A 6 an der Südflanke und Burg Neuleiningen etwas unterhalb
  - ↓ Eckbach (189–173 m), Grenze zum sich südlich anschließenden Leininger Sporn des Pfälzerwaldes

Noch höhere absolute Höhen als in den Kern-Höhenzügen werden mit bis knapp 360 m ü. NHN nördlich Kirchheimbolandens an den Bolander Randhöhen (227.41) an der westlichen Nahtstelle zu den nordöstlichen Ausläufern des Donnersbergs erreicht. Diese Gipfel haben jedoch nur wenig Prominenz und ihre Dominanz ist verschwindend gering.

### Unteres Pfrimmhügelland und Eisenberger Becken
Die geringste Reliefenergie des gesamten Rheinhessischen Tafel- und Hügellandes findet sich in dessen Südosten, im auch absolut überall unter 200 m bleibenden Unteren Pfrimmhügelland (227.51) nordwestlich, westlich und südwestlich von Worms, an den (Unter-)Läufen von (von N nach S) Seebach, Grailsbach, Pfrimm und Eisbach, welches im Süden vom Eckbach flankiert wird. Diese Landschaft ist recht deutlich von Alzeyer Hügelland und Gaustraßenhöhe, die sie von Westen und Norden einrahmen, unterschieden, und ähnelt in mancher Hinsicht den noch flachwelligeren, sich südlich anschließenden Rheinebenen. 
Ebenfalls flachwellig ist das Eisenberger Becken (227.6) im äußersten Südwesten bei Eisenberg. Es ist nach Süden und Westen durch den (Unteren) Pfälzerwald, nach Osten und Norden durch Grünstadter Berg und Göllheimer Hügelland verriegelt. Zwischen den beiden letztgenannten Höhenzügen hat es nur durch das schmale Eisbachtal Anschluss ans Untere Pfrimmhügelland.

### Geologie und Böden
Die Böden in den mittleren und höheren Lagen sind sehr löss-, kalk- und mergelhaltig mit großem Lehmanteil. An den Hängen finden sich Tonmergel und Feinsand, in den niedrigen Lagen und besonders im Eisenberger Becken auch Kalkstein.
Die Gesteine im Untergrund stammen überwiegend aus dem Tertiär. Zu dieser Zeit war das Gebiet des heutigen Rheinhessen von einem Meer bedeckt. Im frühen Tertiär wurden hier vor allem Tone und Sande abgelagert, später Kalke (Kalktertiär), die heute noch im nördlichen Teil Rheinhessens, bei Ingelheim und Gau-Algesheim, den Anstieg zum Rheinhessischen Hügelland markieren.
Das Hügelland zählt zu den waldärmsten Gebieten Deutschlands und wird hauptsächlich für ackerbaulich genutzte Kulturlandschaften, vor allem den Weinbau genutzt.

## Erhebungen
Zu den Erhebungen und Hangspornen des Rheinhessischen Hügellands gehören – mit Höhe in Meter (m) über Normalhöhennull (NHN); hinter dem Gedankenstrich der Naturraum/Höhenzug:
- Hinter der Remise bzw. Eichelberg-Koppelberg-Rücken (gut 360 m), südlich von Orbis – Bolander Randhöhen
  - Koppelberg, Ostgipfel (357,8 m)
  - Eichelberg, Westgipfel (356,9 m)
- Steinkopf (354,1 m), NSG Steinbühl-Schäfergraben, nordwestlich Kirchheimbolandens – Bolander Randhöhen
- namenlose Erhebung (337,7 m) in der Ortslage von Wattenheim, an der Einmündung der Straße Am Wasserturm in die Hochgerichtsstraße – südlicher Randberg des Eisenberger Beckens
- Grünstadter Berg (336,7 m; Bitternell), zwischen Neuleiningen, Ebertsheim und Grünstadt – Göllheimer Hügelland (Südteil)
- Kleiner Donnersberg (321,2 m), am Nackterhof (Neuleiningen) – südlicher Randberg des Eisenberger Beckens

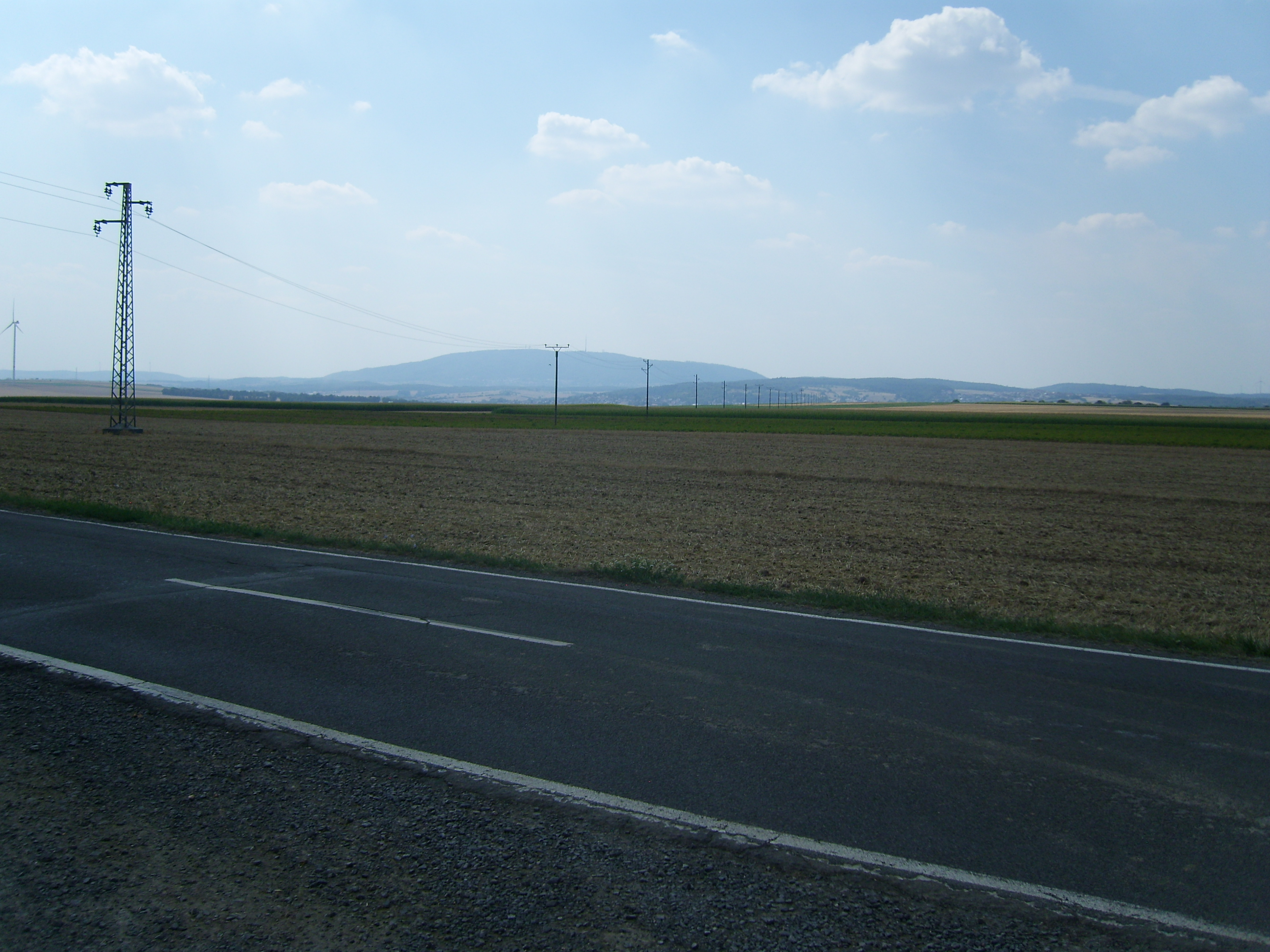
Das sehr ebene und weitläufige Entenpfuhl-Plateau

- Entenpfuhl (317,2 m), zwischen Bischheim und Ilbesheim – Ilbesheimer Lössschwelle / Ilbesheimer Plateau
- Gerstenberg, Höhenzug mit Quirnheimer Berg (317,1 m), östlich von Quirnheim – Göllheimer Hügelland
- Esper (309 m), zwischen Kerzenheim und Lautersheim – Göllheimer Hügelland

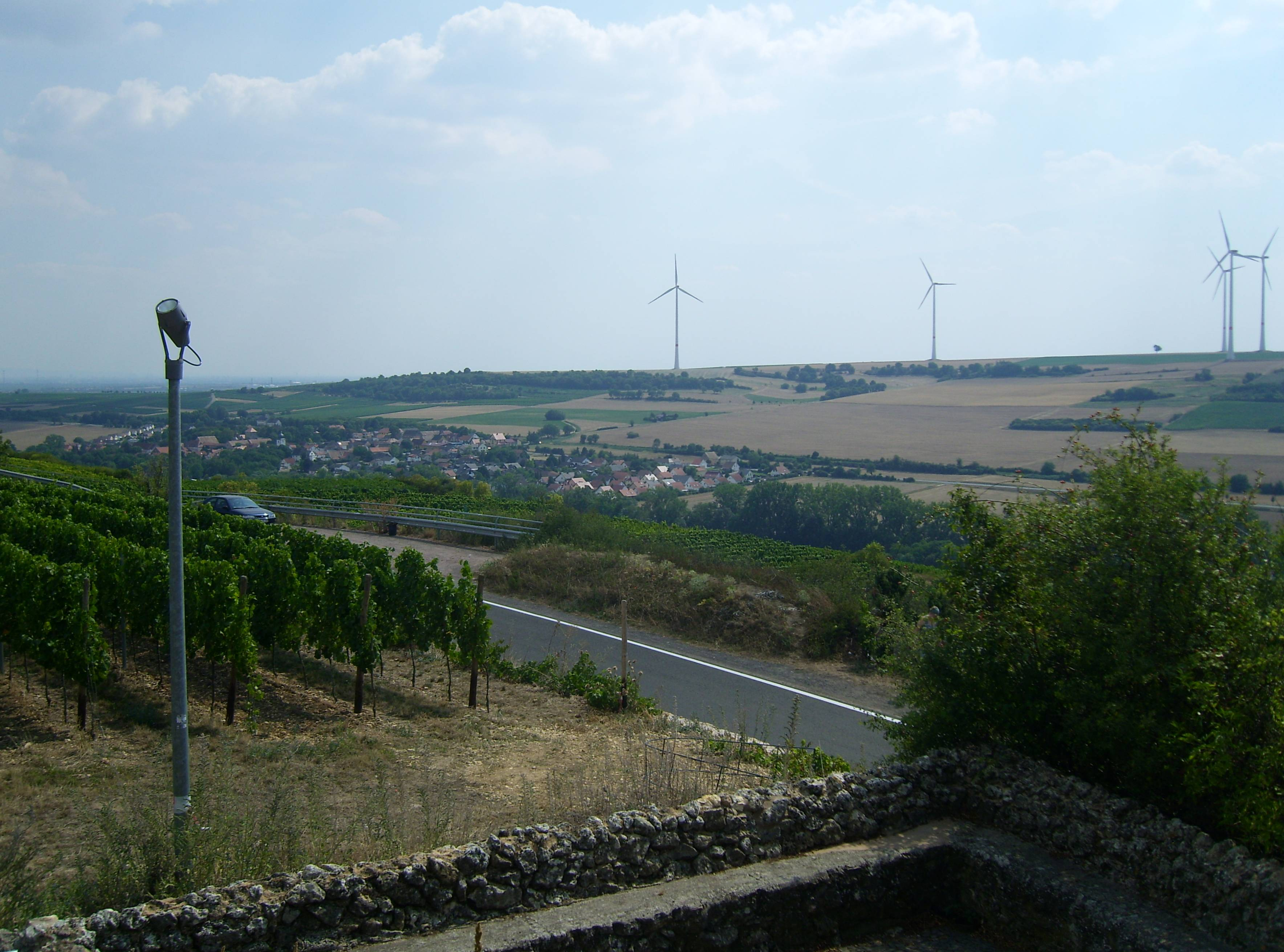
Kahlenberg

- Kahlenberg (305,6 m), zwischen Bubenheim und Kindenheim – Göllheimer Hügelland
  - Südgipfel: Rosengarten (305,6 m)
  - Nordgipfel (303,3 m)
- Hungerberg (303,2 m), nördlich Marnheims – Ilbesheimer Lössschwelle / Hungerbergplateau
- Galgenberg (Göllheimer Höhe; 302,1 m), bei Lautersheim – Göllheimer Hügelland
- Hohe Benn (300,9 m), nördlich von Göllheim – Göllheimer Hügelland
- Zollstock (300,3 m), zwischen Immesheim und Rüssingen – Göllheimer Hügelland
  - Saukopf (296,4 m), Nordostsporn des Zollstocks – Göllheimer Hügelland
- Kloppberg (293,4 m), bei Hochborn und Dittelsheim-Heßloch – Inneres Alzeyer Hügelland / Kloppbergplateau
- Ahrenberg (292 m), zwischen Nack und Wendelsheim – Wiesener Randhöhen (Nordpfälzer Bergland) und damit westlich knapp außerhalb der Bolander Randhöhen[10]
- Wartberg (285,2 m), mit Alzeyer Wartbergturm (275,3), südlich von Alzey – Inneres Alzeyer Hügelland / Ilbesheimer Plateau
- Jakobsberg (273,8 m), zwischen Dromersheim, Laurenziberg und Ockenheim, mit dem Kloster Jakobsberg – Westplateau (Nordwestrand)
- NN (273,8 m), westlich von Ober-Hilbersheim – Westplateau (Westrand)
- Hornberg (273,3 m), südöstlich Framersheims – Inneres Alzeyer Hügelland / Kloppbergplateau
- Napoleonshöhe (271,4 m), südwestlich von Ober-Hilbersheim, mit südwestlichem Vorgipfel Zotzenheimer Horn (247,5 m) – Westplateau
- Wißberg (270,2 m), zwischen Gau-Bickelheim und Sankt Johann, mit Golfplatz – Westplateau / südwestlicher Zeugenberg des Westplateaus innerhalb der Rheinhessischen Randstufe[2]
- Michaelsberg (262,2 m), nordwestlich von Spiesheim – Westplateau (äußerster Süden)
- NN (258 m), nördlich von Essenheim – Ostplateau
- Mainzer Berg (249,1 m), südöstlich von Ingelheim am Rhein und ostnordöstlich von Großwinternheim – Ostplateau
  - Lerchenberg (max. 233,8 m), Ostnordostflanke des Mainzer Bergs in Mainz mit ZDF-Sendezentrum (ca. 205 m)
- Auf der Muhl (247,5 m), zwischen Mainz-Ebersheim, Nieder-Olm und Zornheim – Ostplateau (äußerster Südosten, südöstliche Nahtstelle zur Gaustraßenhöhe)
- Westerberg (247,5 m) mit Ingelheimer Bismarckturm am Waldeck (ca. 212 m), bei Ingelheim am Rhein – Westplateau (Nordrand)

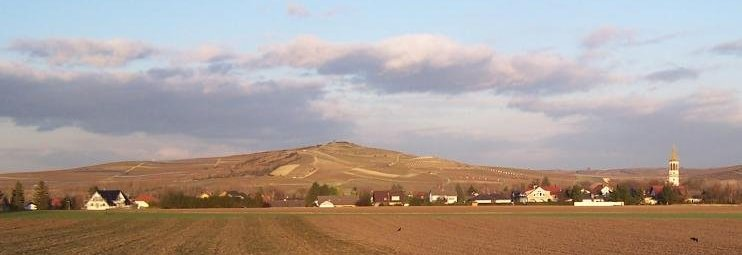
Petersberg

- Petersberg (245,6 m), zwischen Gau-Odernheim und Bechtolsheim – Gaustraßenhöhe (Singularität im äußersten Westen des Naturraums)
- Mühlberg (242,9 m), zwischen Mainz-Ebersheim und Nieder-Olm – Ostplateau
- Auf dem Steinböhl (232,3 m), unmittelbar nordöstlich Monzernheims – Gaustraßenhöhe (südwestliche Nahtstelle zum Inneren Alzeyer Hügelland)
- Scheelebell (230,2 m), zwischen Wintersheim und Eimsheim, siehe auch: Hochbehälter Wintersheim (218,7 m) – Gaustraßenhöhe
- Steigerberg (227,5 m), südöstlich von Eckelsheim – Wöllsteiner Hügelland (Süden)
- Bosenberg (226,4 m), nordwestlich Kreuznach-Pfaffenschwabenheims – Wöllsteiner Hügelland (Norden)
- Kirchberg (219,0 m), unmittelbar südlich Heßlochs – Gaustraßenhöhe (Süden)
- Farrenberg (gut 210 m), südöstlich Dexheims, Steinbruch – Gaustraßenhöhe (Ostseite)

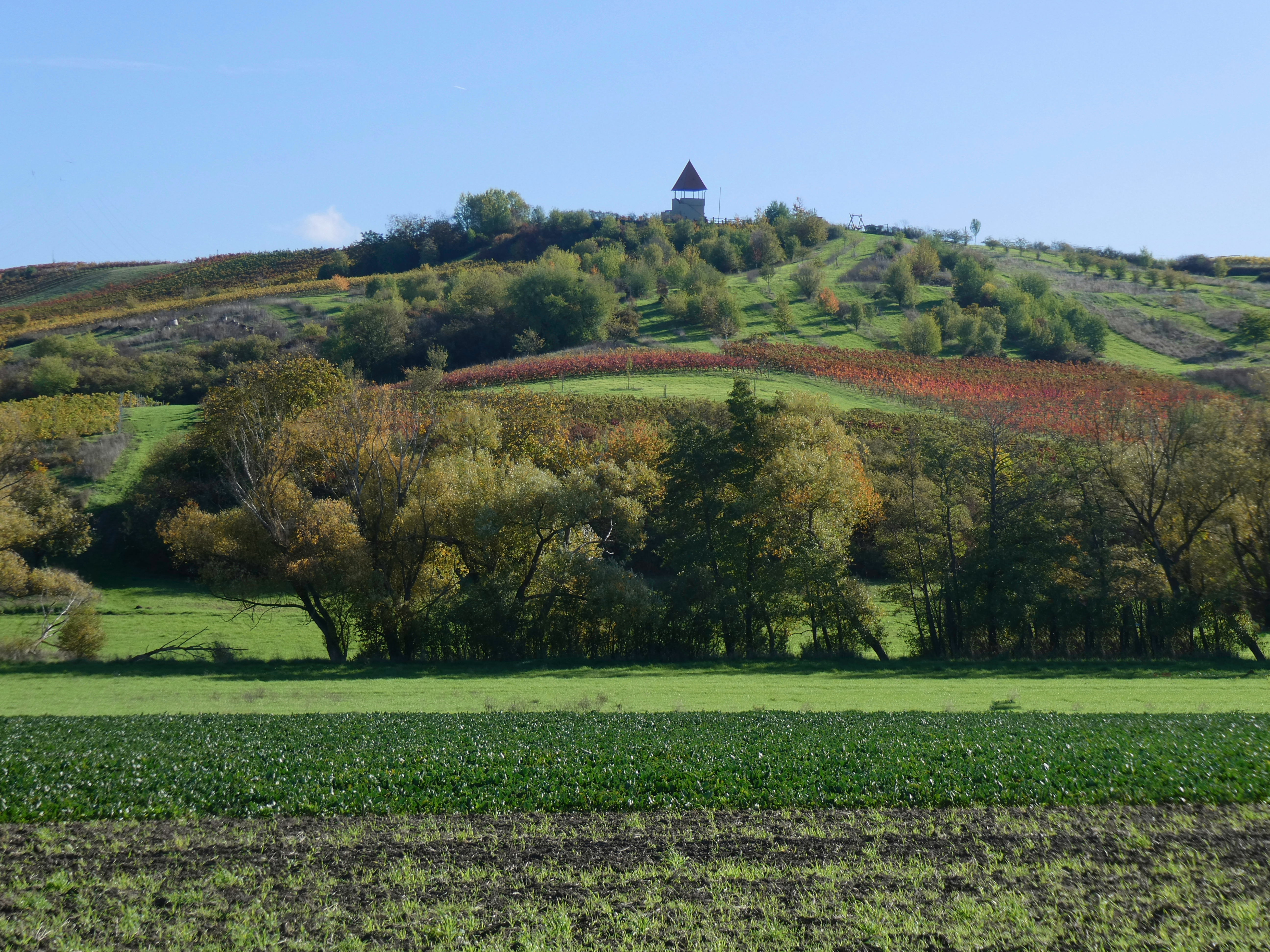
Schildberg

- Schildberg (209,8 m), bei Sulzheim – Westplateau
- Gauberg (210,2 m), nordöstlich von Mainz-Ebersheim – Ostplateau (Südosten)
- Laubenheimer Höhe (197,6 m), zwischen Hechtsheim im Westen und Laubenheim im Osten – Ostplateau (äußerster Nordosten)
  - Hechtsheimer Höhe (187,9 m), Nordwestausläufer
- Fockenberg (194,6 m), nordwestlich Niersteins, Niersteiner Warte – Gaustraßenhöhe (Norden, Ostseite)[11] / Schwabsburg–Nackenheimer Höhenzug
- Orlenberg (190,8 m), südöstlich Grünstadts (A 6) – Unteres Pfrimmhügelland (äußerster Süden)
- Rolländer Berg (188,2 m), südöstlich Lörzweilers – Gaustraßenhöhe (äußerster Norden, Ostseite)[11] /
- Hoheberg (183,3 m), unmittelbar nördlich Lörzweilers – Gaustraßenhöhe (äußerster Norden) / Schwabsburg–Nackenheimer Höhenzug